# Ala Yepifánova
Ala Nikoláyevna Yepifanova (en ruso: Алла Николаевна Епифанова; Toliatti, 2 de diciembre de 1976) es una deportista rusa que compitió en ciclismo de montaña en la disciplina de campo a través. Ganó una medalla de plata en el Campeonato Europeo de Ciclismo de Montaña de 1997.

## Palmarés internacional
| Campeonato Europeo | Campeonato Europeo    | Campeonato Europeo | Campeonato Europeo |
| Año                | Lugar                 | Medalla            | Competición        |
| ------------------ | --------------------- | ------------------ | ------------------ |
| 1997               | Silkeborg (Dinamarca) | Medalla de plata   | Campo a través     |